# Linia kolejowa nr 521
Linia kolejowa nr 521 – pierwszorzędna, zelektryfikowana, jednotorowa linia kolejowa znaczenia państwowego łącząca rozjazd R4 z rozjazdem R101 na stacji Mińsk Mazowiecki.